# M551 Sheridan
Pour les articles homonymes, voir Sheridan.
Le M551 Sheridan est un char léger développé à partir de 1956 pour l'United States Army par la division Allison de General Motors. Baptisé en hommage au général Sheridan, il fut produit à 1 562 exemplaires entre juillet 1966 et août 1970. Il se distingue par son canon/lanceur de 152 mm, qui en fait le premier blindé capable de tirer un missile guidé antichar tiré par canon. La complexité de son armement, avec une dualité obus-missiles, fit cependant que ce concept ne remporta pas le succès espéré.

## Historique

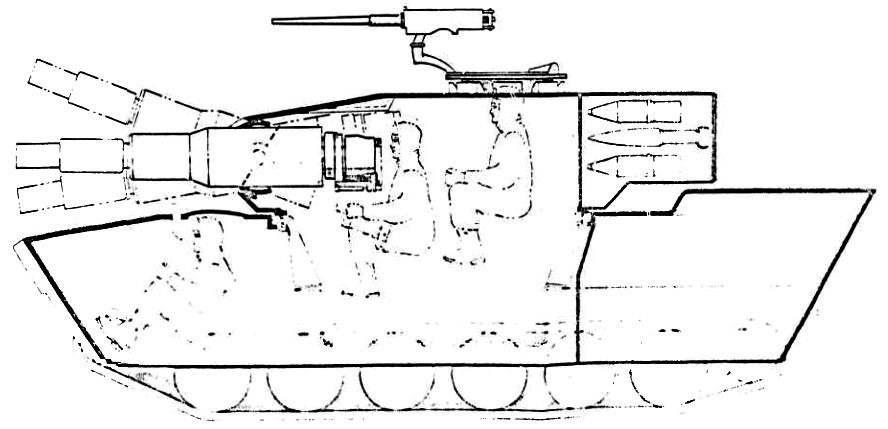
L'un des premiers croquis du projet en 1959.

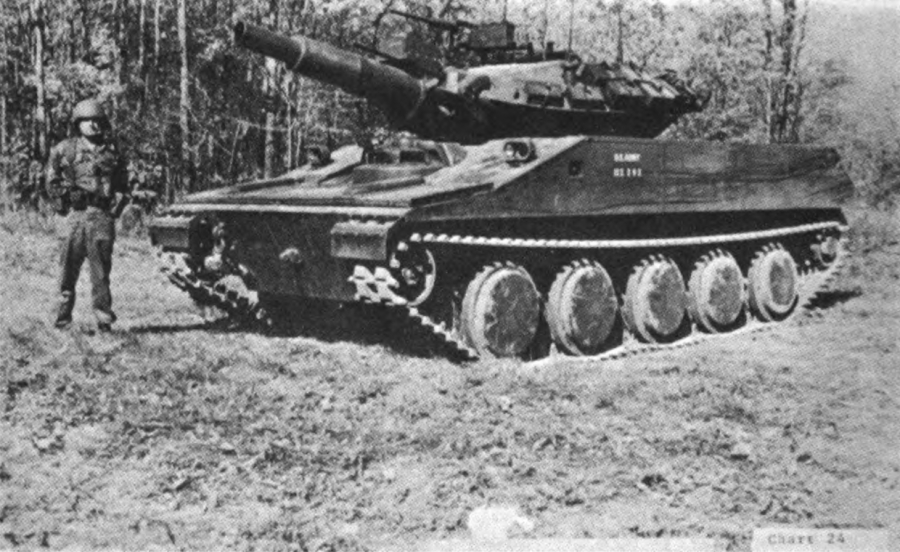
Un des prototypes du M551 Sheridan, les galets de roulement sont creux afin d'améliorer la flottabilité du char.

La conception de son armement spécifique démarré en juin 1959 fit que ce char léger est plus cher que le char de combat principal M60A1 avec un prix de plus de 250 000 dollars américains (valeur 1974) en faisant le char américain le plus cher au poids jusqu'aux années 1980.
Le 17 septembre 1959, le développement du Armored Reconnaissance/Airborne Assault Vehicle est approuvé. Le 4 août 1961, le Secrétaire à l'Armée des États-Unis approuve le nom de « General Sheridan » pour le XM551 AR/AAV. Le premier prototype sort le 18 novembre 1965 et il commence à entrer en service en juin 1967.

### Guerre du Viêt Nam
Le Sheridan fut utilisé durant la guerre du Viêt Nam comme char léger de reconnaissance blindée, et son poids très faible fut apprécié, mais il n'a jamais tenu un véritable rôle en Centre-Europe, en raison de son blindage trop mince. Le 11e régiment de cavalerie blindée puis le 4e régiment de cavalerie blindée sont les premières unités à déployer des Sheridan en République du Viêt Nam en janvier 1969 avec un total de 64 chars ; fin 1970, 200 sont opérationnels dans ce théâtre d'opérations. Des rapports négatifs conduisent à arrêter la production en novembre 1970 après la sortie du 1 662e engin. Le M551A1, version modernisée avec une visée laser AN/VVG-1, ne parvient pas à le remettre à niveau.
Les principales pertes furent causées par les mines et les lance-roquettes. Sur les 64 premiers Sheridan envoyés au Viêt Nam, dix roulèrent sur des mines et 12 furent détruits par des RPG-2 ou RPG-7. Beaucoup d'équipages furent décimés après pénétration par une roquette antichar ou encore par l'explosion d'une mine, en effet la moindre étincelle pouvant faire exploser les 20 obus de 152 mm entreposé dans le châssis, le char se transformait littéralement en une sorte de tas d'aluminium fondu avec la tourelle en acier trônant au sommet. Les équipages n'hésitaient pas à installer sur l'avant du char un treillis métallique supporté par une armature en bois afin de neutraliser les projectiles à charges creuses.
Ses obus M625 Canister furent très efficaces. Le 10 mars 1969, près de la ville de Tây Ninh, les Sheridan décimèrent à eux seuls une unité d'infanterie complète du Viet Cong. Un autre combat, près de Biên Hòa, vit près de quatre-vingts combattants ennemis déchiquetés par les milliers de fléchettes d'acier. 
En juin 1978, alors que 1 570 Sheridans sont en service, il commence à être retiré d'un grand nombre d'unités de premier échelon. En 1983, il n'équipait plus que le 3e bataillon du 73e régiment blindé de la 82e division aéroportée américaine à 54 exemplaires en ligne et la garde nationale de l'Arkansas à 12 unités. Cette dernière s'en sépare en février 1984.

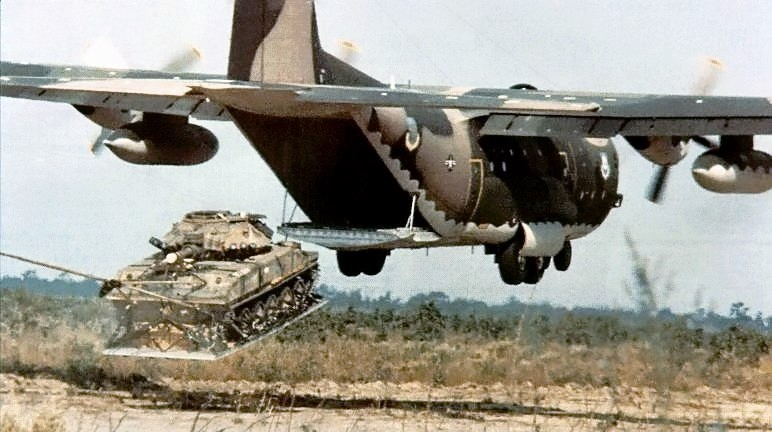
Un M551 Sheridan largué à très basse altitude depuis un C-130 Hercules.

### Invasion du Panama
En décembre 1989, durant l'invasion du Panama par les États-Unis, 14 de ces engins furent engagés. Quatre sont transportés par des C-5 Galaxy tandis que les dix restant sont largués à très basse altitude. Deux de ces derniers sont détruits à l'atterrissage mais les autres peuvent appuyer de leur feu les soldats qui progressent dans la ville de Panama. Bien qu'ils s’avèrent précieux dans ce rôle, ils y manquent d'efficacité, du fait d'un obus à charge creuse peu adapté au combat urbain.

### Guerre du Golfe
En 1991, les 51 derniers chars en service, qui étaient tous employés dans la 82e division aéroportée, furent les premiers chars déployés durant la 1re guerre du Golfe. Ils servent lors de missions de reconnaissance, de force de dissuasion, et tirent quelques missiles Shillelagh sur des bunkers ou des T-55 et Type 59. Ces engins estimé à un maximum de six seront les seuls tirés en situation de combat sur les 88 000 produits.

### Fin de service
En 1994, ils sont engagés lors d'une mission de maintien de la paix à Haïti, l'opération Uphold Democracy.
Ils furent mis en réserve peu de temps après. 300 de ces chars furent utilisés avec profit comme force d'opposition simulant des blindés de l'armée rouge dans les camps d'entraînement de Fort Irwin de 1981 à 2003 avec des kits en fibre de verre modifiant leur silhouette .
Le 3e bataillon du 73e régiment blindé a été désactivé en juillet 1997 mettant fin à la carrière de ce char.

## Caractéristiques techniques

### Armement

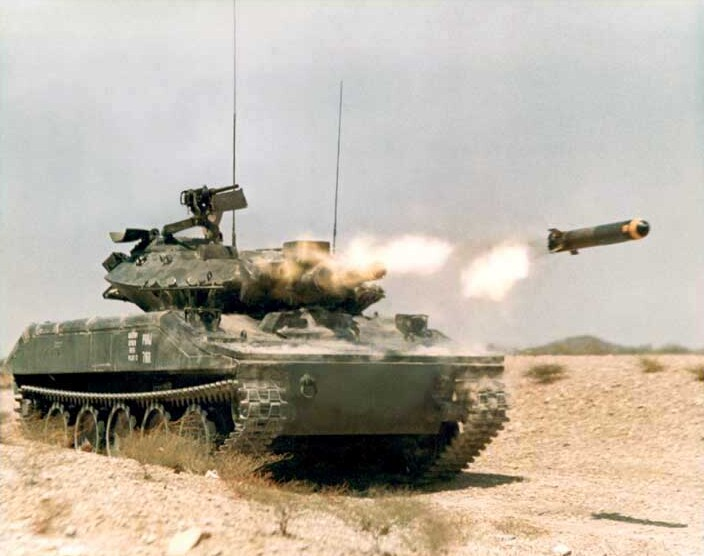
Tir d'un missile MGM-51 Shillelagh lors d'un test en octobre 1967.

L'armement principal est constitué d'un canon à faible effort de recul M81 de 152 mm, il est désigné dans l'inventaire de l'US Army comme gun/launcher (canon/lanceur) du fait de sa capacité à pouvoir tirer des obus ainsi que des missiles guidés antichar tirés par canon. Le canon M81 pèse 510,2 kg, le M81E1 ne pèse que 497,5 kg du fait de la suppression de son évacuateur de fumée. La pression maximale admissible en chambre est de 264,7 MPa.
Le canon est stabilisé sur les deux plans (site et gisement), le pointage en site est compris entre 19,5° et -8°. 
La culasse de type Welin se verrouille et se déverrouille électriquement par l'intermédiaire d'un interrupteur actionné par le chargeur, le bloc de culasse se déverrouille avant de pivoter sur la gauche, libérant l'accès à la chambre, la mise à feu est électrique.
Le frein de tir concentrique à ressort fait reculer la masse reculante de 38 cm avec des munitions conventionnelles et de 10 cm avec le missile Shillelagh. Quoique le recul fût supportable, le Sheridan avait tendance à se soulever après chaque tir.
Le M551 Sheridan embarquait initialement 30 projectiles de 152 mm; 20 obus et 10 missiles.

À partir du 700ème exemplaire produit, en janvier 1968, le nombre d'obus de 152 mm embarqué fut réduit à 19, l'espace occupé dans le panier de la tourelle par le 20ème obus ayant été remplacé par la bonbonne d'air comprimé du système de soufflage CBSS.
Treize obus et sept missiles Shillelagh sont rangées dans la caisse du char, à droite et à gauche du conducteur.
Cinq obus sont rangés dans un râtelier fixé au plancher du panier de la tourelle, juste sous le canon.
Trois obus ou trois missiles sont prêts au tir, placés verticalement dans le panier de la tourelle, à gauche du canon.
Deux obus ou deux missiles sont placés derrière le chargeur, contre la paroi du panier de la tourelle.

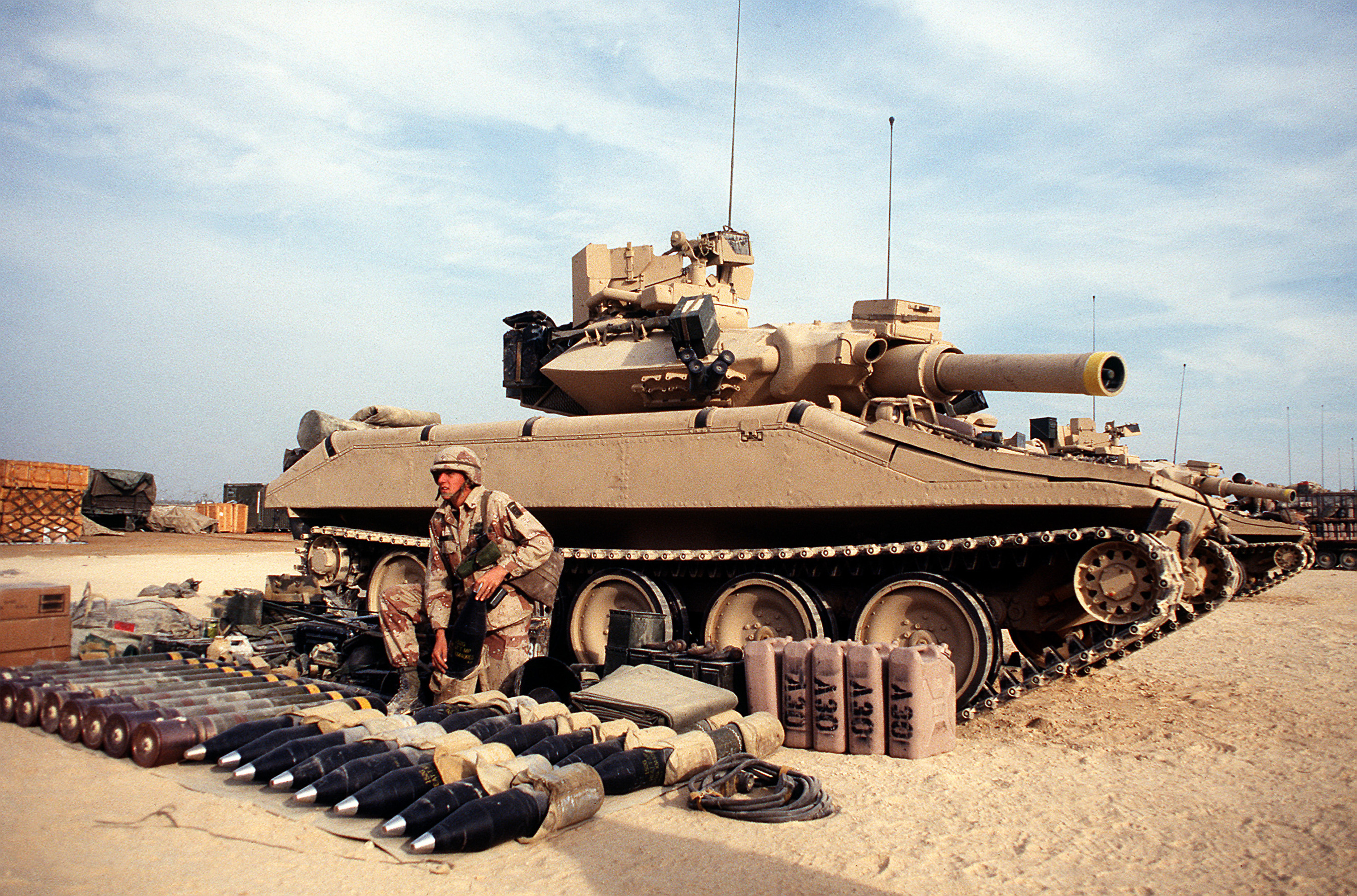
Un M551 Sheridan durant la guerre du Golfe avec sa panoplie de munitions et d'impédimenta soit 19 obus de 152 mm, 10 missiles anti-chars Shillelagh, plusieurs milliers de munitions de calibre 12,7 et 7,62mm, 25 gallons d'eau potable, trois caisses de rations alimentaires totalisant 36 repas pour neuf jours de rations pour l'équipage, deux grandes bâches avec encadrement et un équipement radio.

La gamme de munitions employée par le M551 Sheridan comprend : 
- MGM-51 Shillelagh : ce missile antichar à téléguidage infrarouge est capable de perforer une plaque d'acier de 450 mm d'épaisseur, sa portée passe de 2 000 à 3 000 m à partir de la version MGM-151B.
- M409 HEAT-T : un obus explosif à charge creuse capable de perforer (et cela à n'importe quelle distance) une plaque d'acier de 380 mm ou 177 mm sous une incidence de 60°. Ses effets antipersonnel sont non négligeables.
- M625 Canister : un obus de défense rapproché projetant, à 400 m, un nuage large de 85 m contenant 10 000 fléchettes en acier longues de 38,1 mm et pesant chacune 0,84 gramme.
- M657 HE-T : un obus explosif à fragmentation contenant 4,3 kg de TNT, cette munition connaîtra un usage limité et ne sera jamais produite en grande série.

Les munitions expérimentales de 152 mm tel que l'obus fumigène XM410 WP contenant du phosphore blanc liquide et l'obus-ruche "beehive" XM617 APERS contenant 8 200 fléchettes en acier de 0,84 gramme ne furent jamais produits en série.

#### Problèmes rencontrés avec le canon/lanceur M81
- Les rayures du canon de 152 mm engendraient un effet d'autorotation qui serait néfaste durant le vol du missile antichar Shillelagh, le problème a été résolu en creusant un sillon sur toute la longueur de l'âme du canon, le corps du missile Shillelagh possède une bande protubérante sur toute la longueur qui vient se glisser dans le sillon à la manière d'une clé, l'empêchant de tourner sur lui-même durant son expulsion du canon.
- Le problème, c'est que le sillon fragilisait le canon, des fissures sont apparues et la durée de vie sur les premiers canons M81 ne dépassait pas les 100 tirs. Cet ennui a été résolu sur le M81E1 en réduisant la profondeur du sillon au même niveau de celle des rayures, la durée de vie fut portée alors à 200 tirs.
- Les obus à douilles combustibles de 152 mm laissaient parfois des résidus imbrûlés dans le canon, de plus, les gaz de propulsion toxiques avaient tendance à être refoulé à l'intérieur de la tourelle après ouverture de la culasse. Plus tard, tous les M551 Sheridan se verront équiper d'un canon M81E1, une version améliorée du M81 équipée d'un système d'injection de CO₂ pour nettoyer le canon de toute impureté après chaque tir.
- Les cartouches de poudre sans étuis entièrement combustibles propulsant les obus de 152 mm ont posé pas mal de problèmes : premièrement, elles étaient extrêmement fragiles, on pouvait les comparer avec de gros morceaux de sucre cylindrique. Les obus devaient être manipulés soigneusement par le chargeur, donnant au canon/lanceur M81 une faible cadence de tir.
- La poudre propulsive était très sensible au feu et à l'humidité, outre le sac en amiante, chaque culot des obus de 152 mm devait être enveloppé dans une gaine en Néoprène pour prévenir la formation de moisissures. Ces deux emballages devaient être retirés avant de chambrer l'obus dans la chambre du canon.

### Armement secondaire

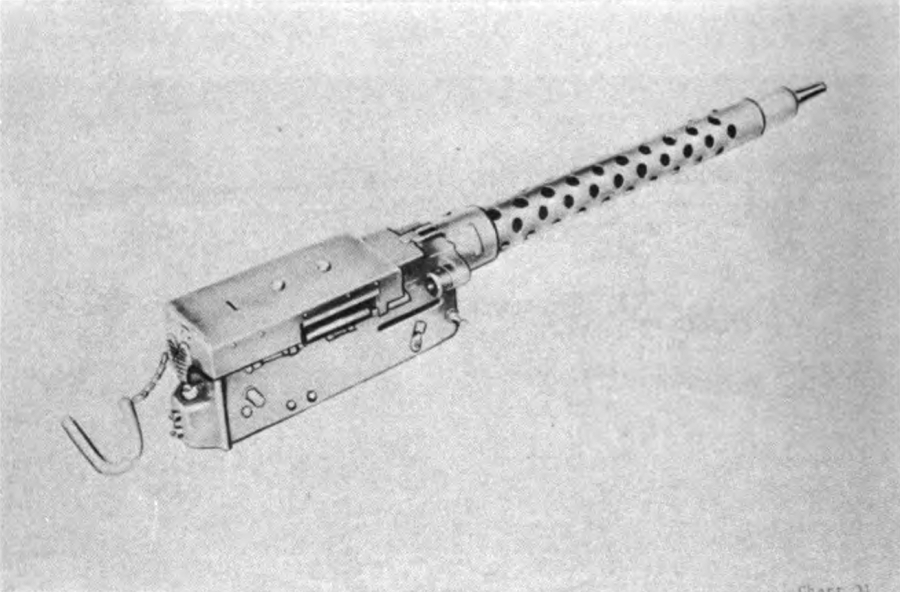
La mitrailleuse coaxiale M73.

L'armement secondaire est constitué à l'origine d'une mitrailleuse coaxiale M73 de calibre 7,62 × 51 mm Otan montée à gauche du canon, elle est alimentée par une bande de 616 cartouches, le reste des munitions est transporté dans 4 boîtes métalliques placées derrière le siège du conducteur, juste en dessous des rations de combat.
 Elle sera rapidement remplacée par la M73E1 et puis par la M219. Ces deux mitraileuses n'ayant jamais fonctionné de manière satisfaisante, ce sera finalement la M240 qui sera définitivement installée en 1979.
Une mitrailleuse lourde Browning M2 de 12,7 mm est montée sur le tourelleau du chef de char. La mitrailleuse est alimentée par une bande de 105 cartouches pour un total de 1 000 coups emportés.
Deux batteries de quatre lance-pots fumigène XM176 sont montées de chaque côté de la tourelle, chacun des tubes contient une grenade fumigène AN-M8 HC et une grenade au phosphore blanc M34 WP. Sur le M551A1, ces derniers sont remplacés par des lance-pots fumigène M243.

### Moyens d'observation et conduite de tir

#### Chef de char
- Le tourelleau du chef de char comporte une couronne de dix épiscopes.
- Un viseur télescopique à intensification de lumière AN/PVS-2 peut être monté sur la mitrailleuse lourde M2. L'AN/PVS-2 possède un grossissement de × 4, il fut supplanté par l'AN/TVS-2 possédant un grossissement de × 7.
- Un télémètre laser AN/VVG-1 monté devant son tourelleau, il remplace un épiscope de ce dernier (seulement sur le M551A1, à partir de 1972).

#### Tireur
- Le tireur disposait initialement d'un viseur de masque télescopique M119, il possédait un unique grossissement de × 8. Il fut supplanté par le M127 possédant deux grossissement : × 8 et × 12. Sur le M551A1, le M127 reçu l'appellation de M127A1 après avoir reçu un filtre laser.
- Le tir de nuit s'effectue avec le viseur périscopique XM44 (plus tard XM44E1 et XM44E2) à intensification de lumière résiduelle, il possède un grossissement de × 9. Le tir de nuit est uniquement possible avec des munitions conventionnelles. Le XM44 intègre également un épiscope pour l'observation de jour.
- Un phare blanc/infrarouge AEG XS30U a commencé à être monté sur les Sheridan à partir du 140ème exemplaire sorti d'usine, ce phare, monté à gauche du canon, fut rapidement remplacé par un phare AN/VSS-3 ou AN/VSS-3A.
- Un viseur thermique AN/VSG-2B (seulement sur le M551A1(TTS), à partir de 1989)

#### Chargeur
- Il possède un épiscope M37.

#### Conducteur
- Il dispose de trois épiscopes M47, un des trois peut être remplacé par un épiscope M48 à intensification de lumière résiduelle pour la conduite de nuit

### Mobilité

#### Motorisation
Le M551 est propulsé par un moteur Diesel V6, à deux temps, suralimenté General Motors 6V53T à refroidissement liquide de la Detroit Diesel Corporation. Il développe une puissance maximale de 300 ch à 2 800 tr/min. Sa cylindrée de 5,2 L pour un couple maximal de 833 N m à 2 100 tr/min. Initialement, pour des raisons d'économie de poids, le bloc moteur était majoritairement fait en aluminium.
En 1977, dans le cadre du programme PIP (Product Improvement Program) visant à améliorer la fiabilité de l'engin, le moteur bloc moteur en aluminium est remplacé par un modèle en fonte, résistant mieux au gauchissement thermique mais faisant passer son poids à sec de 495 à 601 kg. Un mécanisme de retard fut également installé au niveau de l'accélérateur afin de réduire le volume de fumée dégagé lors d'une accélération trop rapide.

#### Transmission
La boîte de vitesses automatique Allison Transmission (en) XTG-250-1A possède quatre rapports en marche avant et deux en marche-arrière. La boîte intègre une direction à différentiel opérée par le conducteur à l'aide d'un guidon. Le M551 est capable de pivoter sur place en inversant le sens de rotation de ses chenilles. Le freinage est assuré par un système de freins multi-disque.

#### Suspension
Le train de roulement de type Christie à cinq galets, sans rouleaux porteurs pour supporter le brin supérieur. Les galets de roulement sont en aluminium et sont supportés chacun par une barre de torsion, des amortisseurs sont montés sur le premier et le dernier bras de suspension. Les chenilles à axes secs et guide central T138 intègrent des semelles en caoutchouc.

### Blindage
La caisse du M551 Sheridan est constituée d'un assemblage de tôles inclinées faites en alliage d'aluminium 7039. Développé en 1962, l'alliage d'aluminium 7039 possède une résistance balistique supérieure à celle de l'alliage 5083 employés précédemment sur les véhicules blindés de transport de troupes M113.
Des caissons de flottaison en aluminium sont montés au-dessus des chenilles, ils sont creux et remplis de polystyrène expansé.
La tourelle est faite en acier laminé, à l'exception du masque qui est moulé d'une seule pièce.
Pour améliorer sa résistance face aux mines antichars, les M551 déployés durant la guerre du Viêt Nam reçurent un blindage ventral protégeant le tiers avant de la caisse.
Ce surblindage comprenait une plaque d'aluminium recouverte d'une plaque d'acier, les deux étant maintenues à la caisse à l'aide de boulons.
L'installation de ce kit de protection anti-mines condamnait la trappe d'évacuation ventrale.
Plus tard, ce dispositif fut renforcé par deux plaques d'acier monté sur les flancs de la caisse, juste au-dessus des deux premiers galets de roulement.

## Versions

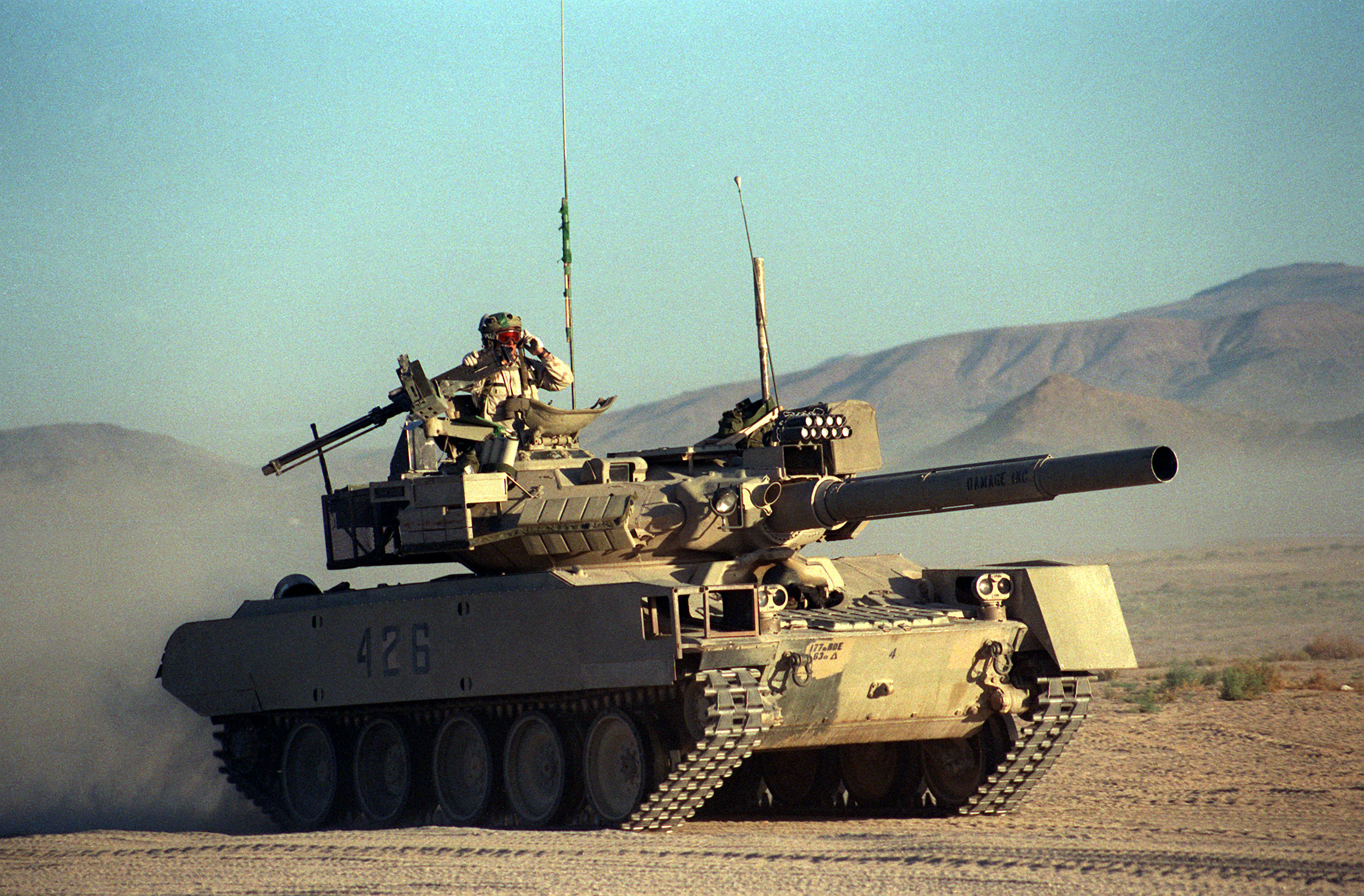
M551A2 Sheridan simulant un T-80 en 1993 à Fort Irwin.

- XM551 : 12 prototypes construits entre 1962 et 1965.
- M551 : Version initiale, entrée en service en juin 1967, équipée du canon M81 de 152 mm, du missile MGM-51 Shillelagh et d'une mitrailleuse lourde M2 sur le toit.
- "Two Box" M551 : 230 Sheridan dépourvus du système de guidage permettant de tirer le missile Shillelagh en vue de leur déploiement au Vietnam en janvier 1969. Le surnom vient des deux boîtiers électroniques restants. L'espace dégagé fut utilisé pour emporter plus de munitions pour les mitrailleuses. Les râteliers à missile furent reconfigurés pour transporter des munitions conventionnelles.
- M551A1 : Modèle amélioré au début de 1972 possédant un télémètre laser AN/VVG-1 monté devant le tourelleau du chef de char.
- M551A1(TTS) (Tank Thermal Sight) : M551 A1 rétroffité au Anniston Army Depot entre 1989 et 1990 afin de recevoir le viseur thermique AN/VSG-2B (dérivé de celui équipant les char M60A3 TTS) ainsi qu'un épiscope à intensification de lumière pour le conducteur (utilisé précédemment sur le Bradley).
- M551A2 : 300 Sheridan ont été maquillés en blindés soviétiques pour simuler la force adverse au National Training Center, à Fort Irwin en Californie.

## Apparition dans les médias
Le Sheridan apparaît dans les jeux vidéo suivants :
World of Tanks et World of Tanks Blitz : char léger américain de rang 10. 